# 구아닌 탈아미노화효소
구아닌 탈아미노화효소(영어: guanine deaminase)는 구아닌을 잔틴으로 전환시키는 아미노기가수분해효소이다. 시핀(영어: cypin), 구아네이스(영어: guanase), 구아닌 아미네이스(영어: guanine aminase), GAH, 구아닌 아미노기가수분해효소(영어: guanine aminohydrolase)라고도 한다. 구아닌 탈아미노화효소는 PSD-95와 상호작용하는 주요 세포질 단백질이다. 이는 신경 세포의 가지돌기의 국부적인 미세소관 조립을 촉진한다.
|  |

## 같이 보기
- 아미노기가수분해효소